# Wybory parlamentarne w Norwegii w 2001 roku
Wybory parlamentarne w Norwegii w 2001 roku – wybory do parlamentu norweskiego Stortingu, przeprowadzone 10 września 2001 na terenie Norwegii. Pierwszy rząd Stoltenberga ustąpił, a w jego miejsce został powołany drugi rząd Bondevika. Rząd po wyborach składał się z trzech partii Krf, Venstre oraz Høyre. W summie oddano 2 521 879 głosów w 2001.

## Organizacja wyborów i kampania wyborcza
Norweskie partie polityczne rywalizowały o 165 mandatów w parlamencie. Kandydaci byli wybierani z list partyjnych w każdym z 19 okręgów.

## Wyniki wyborów
Zwycięstwo w wyborach parlamentarnych uzyskała centroprawica, zdobywając w sumie 62 spośród 165 mandatów.
Partia rządząca Partia Pracy uzyskała 43 mandaty poselskie, co oznaczało utratę aż 22 mandatów od wyborów w 1997. Partia Konserwatywna z 38 deputowanymi została drugim pod względem wielkości ugrupowaniem w Stortingu. Były to ostatnie wybory kiedy do parlamentu wchodziło 165 posłów.
     Norweska Socjalistyczna Partia Lewicy (23)
     norweska Partia Pracy (43)
     Norweska Partia Centrum (10)
     Kystpartiet (1)
     Norweska Partia Liberalna (2)
     Chrześcijańsko-Demokratyczna Partia Norwegii (22)
     Norweska Partia Konserwatywna (38)
     Partia Postępu (26)

Podział mandatów:
Norweska Socjalistyczna Partia Lewicy (23)
norweska Partia Pracy (43)
Norweska Partia Centrum (10)
Kystpartiet (1)
Norweska Partia Liberalna (2)
Chrześcijańsko-Demokratyczna Partia Norwegii (22)
Norweska Partia Konserwatywna (38)
Partia Postępu (26)

Szczegółowe wyniki wyborów parlamentarnych:
| Partia polityczna | Partia polityczna                                        | Liczba głosów | Liczba głosów | Liczba głosów | Liczba mandatów | Liczba mandatów |
| Partia polityczna | Partia polityczna                                        | #             | %             | ± p%          | #               | ±               |
| ----------------- | -------------------------------------------------------- | ------------- | ------------- | ------------- | --------------- | --------------- |
|                   | Partia Pracy (Arbeiderparti)                             | 612 632       | 24,3          | -1,1          | 43              | -22             |
|                   | Norweska Partia Konserwatywna (Høyre)                    | 534 852       | 21,2          | -4,7          | 38              | +15             |
|                   | Partia Postępu (Fremskrittsparteit)                      | 369 236       | 14,6          | +3,2          | 26              | +1              |
|                   | Socjalistyczna Partia Lewicy (Sosialistisk Venstreparti) | 316 456       | 12,5          | −3,6          | 23              | +14             |
|                   | Chrześcijańska Partia Ludowa (Kristelig Folkeparti)      | 312 839       | 12,4          | +1,6          | 22              | -3              |
|                   | Partia Centrum (Senterpartiet)                           | 140 287       | 5,6           | +4,7          | 10              | -1              |
|                   | Partia Liberalna (Venstre)                               | 98 486        | 3,9           | +0,2          | 2               | -4              |
|                   | Kystpartiet                                              | 44 010        | 1,7           | +0,7          | 1               | 0               |
|                   | Inne partie                                              | 93 081        | 3,8           | +0,9          | 0               | 0               |
|                   | Razem (frekwencja: 75,5%)                                | 2521879       | 100%          | 100%          | 165             | 165             |

## Po wyborach
Po wyborach Partia Postępu zadeklarowała, że nie poprze rządu stworzonego przez Høyre. Z tego powodu Krf stworzyło rząd mniejszościowy z Venstre oraz Høyre, z poparciem Partii Postępu.